# Helen Free

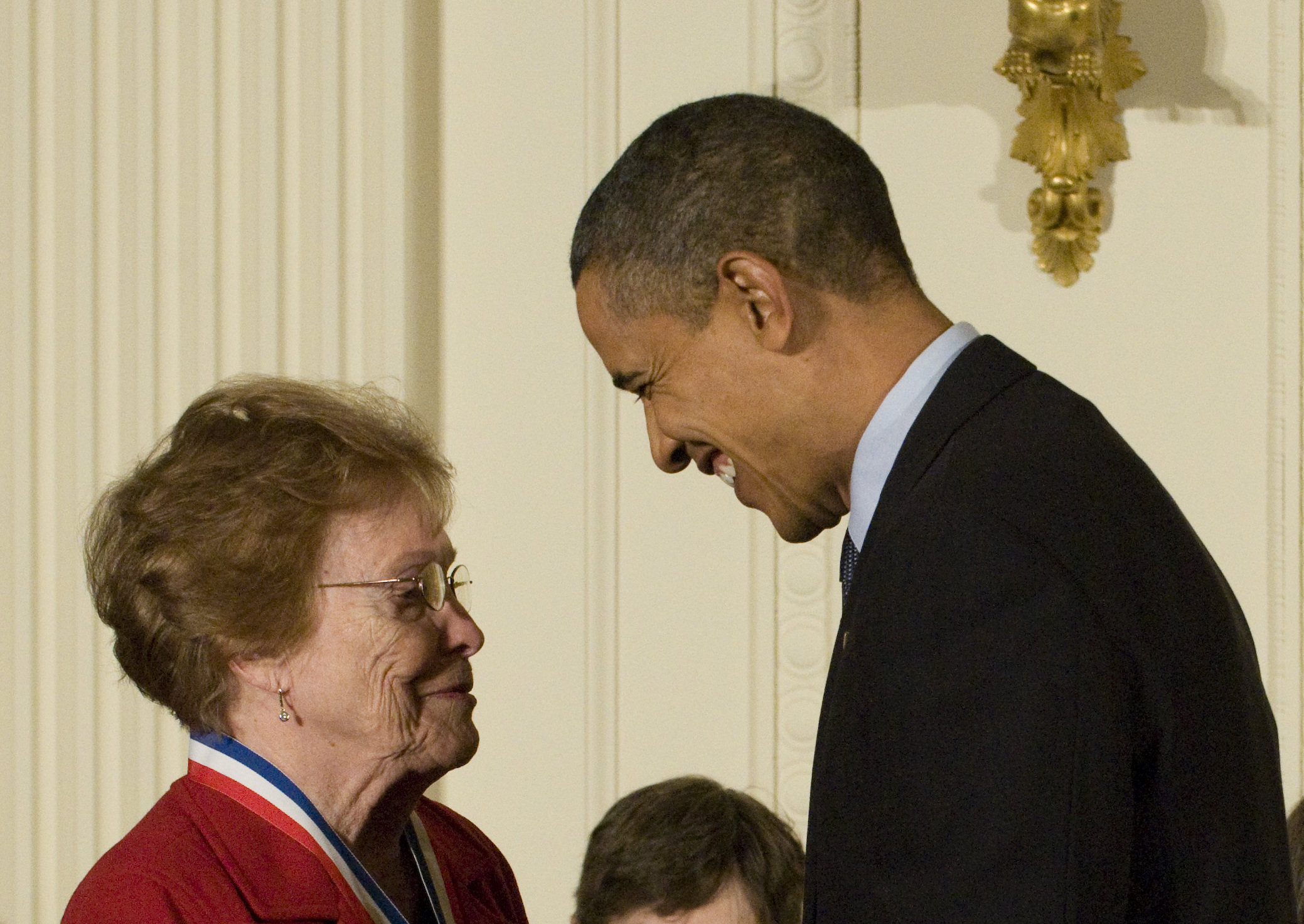
Helen Free erhält von Präsident Obama die National Medal of Technology (2009)

Helen Free, geborene Murray, (* 20. Februar 1923 in Pittsburgh, Pennsylvania; † 1. Mai 2021 in Elkhart, Indiana) war eine US-amerikanische Chemikerin, bekannt als Mitentwicklerin eines Urintests für Diabetes mellitus.

## Karriere
Free erhielt 1944 ihren Bachelor-Abschluss in Chemie am College of Wooster. Danach ging sie zu den Miles Laboratories, wo sie zunächst in der Qualitätskontrolle und dann in der biochemischen Forschung arbeitete und dabei ihren Ehemann Alfred Free kennenlernte. Mit ihm entwickelte sie verschiedene Teststreifen für die Urinanalyse, so 1956 einen Teststreifen (Clinistix) für Glukose im Urin, den Patienten als Diabetes-Test selbst zu Hause ausführen konnten. Später stieg sie in Managementpositionen bei Miles Lab auf. 1982 ging sie in den Ruhestand und wurde Beraterin bei Bayer Diagnostics, die Miles 1978 übernommen hatten.

## Ehrungen
1966 wurde sie zum Fellow der American Association for the Advancement of Science gewählt. 1980 erhielt sie die Garvan-Olin-Medaille der American Chemical Society, deren Präsidentin sie 1993 wurde. 2000 wurde sie mit Alfred Free in die National Inventors Hall of Fame aufgenommen, und 2009 erhielt sie die National Medal of Technology sowie 2012 den Chemical Pioneer Award.
Die American Chemical Society vergibt seit 1995 einen Helen M. Free Award for Public Outreach, sie selbst war erste Preisträgerin.

## Privates
Sie war ab 1947 mit Alfred Free verheiratet und hatte mit ihm sechs Kinder.

## Schriften
- Alfred und Helen Free: Urinalysis in Laboratory Praxis. CRC Press, Cleveland, 1975